# HD 170525
HD 170525，又名CP-58 7418，SAO 245547、HR 6939，是一颗恒星，视星等为6.44，位于銀經336.54，銀緯-20.7，其B1900.0坐标为赤經18h 24m 43.3s，赤緯-58° -20.7′ 35″。